# Eurotrash
Eurotrash é um termo aplicado coletivamente a expatriados europeus, nos Estados Unidos ou em outras áreas com uma concentração de europeus ricos. Alguns consideram Eurotrash como um termo depreciativo, enquanto outros o veem como uma descrição irônica e humorística de si mesmos ou de outros. Houve discussões em vários fóruns para esclarecer a intenção do termo, com uma visão majoritária de que o significado original não pretendia implicar europeus empobrecidos ou desprezíveis, ou ser o equivalente europeu do termo estadunidense white trash.
Um dos primeiros usos impressos do termo foi no início da década de 1980, quando Taki Theodoracopulos, um grego rico que vive em Nova Iorque, escreveu uma coluna de jornal intitulada "Eurotrash" no The East Side Express. O termo também foi usado na década de 1990, com a banda Cracker lançando um single chamado "Euro-Trash Girl". O narrador da música descreve uma vida dissoluta, vagando pela Europa em busca de um "anjo de preto", a garota eurotrash, titulo da canção.